# Zamek w Bierutowie
Zamek w Bierutowie – zabytkowy zamek  w Bierutowie – mieście w Polsce, w województwie dolnośląskim, w powiecie oleśnickim, nad rzeką Widawą. Historycznie na Dolnym Śląsku. 
Obiekt wybudowany w XIV w. znajduje się wewnątrz murów obronnych miasta. Zamek położony jest we wschodniej części starego miasta na terenie między ul. Zamkową a dawną fosą. Dawna siedziba Książąt Bierutowskich.

## Historia
Obiekt – pozostałości zamku książąt wrocławskich, obecnie dom, jest częścią zespołu zamkowego, w skład którego wchodzi jeszcze wieża zamkowa, średniowieczna, zbudowana w stylu gotyckim z  tarczą herbową Podiebradów, z wyjątkiem późniejszego barokowego hełmu. Zachowała się również wjazdowa barokowa brama wraz z kawałkiem murów obronnych, zbudowana około 1680 r.; portal zamkowy z analogiczną tarczą herbową.
Zamek był siedzibą zarządców, a potem rezydencją Książąt Bierutowskich. Wzmiankowany był on po raz pierwszy w 1323 r. Najstarsza część znajdowała się przy obecnej wieży. W I poł. XVI w. rozbudowany został jako rezydencja księcia Henryka II Podiebrada. W 1603 r. spłonęło skrzydło wschodnie i wieża. Odbudowa i kolejna rozbudowa nastąpiła w czasie, gdy rezydował tu książę Henryk Wacław Podiebrad. Wówczas powstały przy skrzydłach pd. i wsch. trójkondygnacyjne ganki arkadowe. Kolejna rozbudowa miała miejsce ok. 1680 r. za panowania księcia Krystiana Ulryka Wirtemberskiego, żonatego z Anną Elżbietą von Anhalt-Bernburg (1647-1680), kiedy to podwyższono oba skrzydła o trzecie piętro, wzniesiono bramę od zachodu od strony miasta i założono ogrody. W XVIII w. zaniedbany, od II poł. użytkowany jako siedziba nadleśnictwa, stopniowo niszczał. W 1829 r. i 1852 r. zawaliły się ganki, które zastąpiono drewnianymi. W 1884 r. zamek przejęła Korona Pruska i przekazano go do dyspozycji następcy tronu pruskiego (Koronprinzowi). W 1886 r. rozebrano skrzydło wschodnie z wyjątkiem wieży, podczas sprawowania nad zamkiem pieczy przez von Hahna.
Po 1945 r. zamek był użytkowany przez nadleśnictwo, znajdowało się w nim również przedszkole. Dawne skrzydło południowe w latach 80. XX wieku zostało zaadaptowane na mieszkania komunalne administrowane przez miasto. Obecnie na terenie zamku nadal znajdują się mieszkania komunalne.
W początkach XXI w. planowano utworzyć w Zamku Muzeum Miejskie. Plany te nie zostały zrealizowane.

## Współczesność
Naprzemiennie z wieży zamku oraz z wieży ratuszowej, codziennie w południe grany jest hejnał Bierutowa.
W 2005 zabytkowa kopuła została zdjęta dźwigiem z powodu zagrożenia katastrofą budowlaną (postępowało odchylenie konstrukcji). Po zdjęciu hełmu w kuli na jej szczycie odkryto dokumenty podpisane przez administratora zamku – von Hahna, oraz dawne gazety i monety. W 2006 rozpoczęła się budowa nowej kopuły, którą umieszczono na szczycie wieży w 2007. W specjalnie do tego celu przeznaczonej kuli na szczycie wieży pozostawiono dla przyszłych pokoleń współczesne fotografie Bierutowa, monety, kopie dokumentów wcześniej wyjętych oraz dokument upamiętniający odbudowę wieży z informacjami o jej kosztach, spisem radnych miejskich oraz burmistrzów. Podpisany został przez Grzegorza Michalaka (który piastując urząd Burmistrza Bierutowa podjął decyzję o demontażu poprzedniej kopuły i rozpoczął budowę nowej), Władysława Kobiałkę (Burmistrza Bierutowa w chwili montażu nowej kopuły) oraz Józefa Skraburskiego (przewodniczącego Rady Miejskiej).
W 2016 podczas uroczystości 750-lecia Bierutowa pomiędzy zamkiem, a dawną Bramą Namysłowską odsłonięto tablicę Podiebradów. Znajdowała się ona w sali rycerskiej zamku, później została wmurowana w elewację zamkową, następnie podczas remontu w drugiej połowie XX w. zdemontowana i umieszczona w piwnicach ZSP w Bierutowie. Dzięki staraniom Stowarzyszenia Miłośników Ziemi Bierutowskiej wyeksponowana ponownie w 2016. Odsłonięcia dokonali: Andrzej Woźniak, Urszula Kociołek i Ewa Powąska, oraz Burmistrzowie Bierutowa: Zygmunt Fedyk, Andrzej Wojtkowiak i Grzegorz Michalak.

## Rozplanowanie
Do obecnych czasów pozostało skrzydło pd., a właściwie tylko jego część pozostawione w końcu XIX w. Od pn. ryzalit środkowy powstały z przebudowy dawnej wieży z I poł. XVI w. Posiada profilowany gzyms wieńczący i częściowo kamienne renesansowe obramienia okien, w części zach. niektóre okna zamurowano. W ryzalicie portal barokowy z ok. 1680 r., na kompozytowych pilastrach wsparty naczółek o łuku odcinkowym. Na belkowaniu owalny kartusz herbowy zwieńczony mitrą książęcą, przedstawiający herb książąt Wirtembersko-Oleśnickich. Przy narożniku wsch. w pierwszej osi wejście od piwnic zamknięte łukiem odcinkowym z renesansowym kamiennym, boniowanym obramieniem. We wnętrzu zachowały się na parterze i I piętrze kamienne obramowania drzwi oraz kolebkowe sklepienia parteru.
Na pd. od zachowanego skrzydła park o pow. ok. 1,2 ha. założony w XIX w. na miejscu dawnych ogrodów. W drzewostanie: dęby szypułkowe i bezszypułkowe, grusze śliwy, jabłonie, lipa drobnolistna i klon polny.

## Legenda o trzech żołnierzach cesarskich z zamku
W XVII w. podczas wojny trzydziestoletniej Bierutów wielokrotnie był plądrowany przez przechodzące wojska, a ponadto na miasto nakładano wysokie kontrybucje. W roku 1643 do miasta przyjechało trzech pijanych żołnierzy cesarskich – Joachim, Fryderyk i Wilhelm. W przeszłości brali udział w wielu potyczkach bitewnych, lecz zawsze uchodzili cało. Postanowili zamieszkać w największej sali zamkowej. Zażądali wina i jedzenia dla siebie. Pijąc wznosili toasty za zdrowie diabła. Gdy zegar na zamkowej wieży wybił północ, żołnierze ujrzeli postać diabła wchodzącego przez uchylone okno. Wszyscy wykrzyknęli "Diabeł!". Czart zapytał się ich "Dlaczego wzywaliście mnie i czego ode mnie chcecie?". Żołnierze zastygli. Wtem diabeł złapał ich za nogi i kilkanaście razy uderzył nimi o zamkowy piec, aż wojskowi trzy razy wykrzyknęli "Jezus, Jezus, Jezus!". Poskutkowało to tym, iż Diabeł puścił ich i uciekł przez dach. Znaleźli się ludzie, którzy twierdzili, że widzieli go jeszcze przez trzy kolejne noce, jak o północy spacerował po zamkowym dziedzińcu. Nie minął miesiąc jak wszyscy żołnierze zginęli w wojennej potyczce. Podobno sprzedali dusze diabłu, który zabrał, co do niego należało.

## Galeria

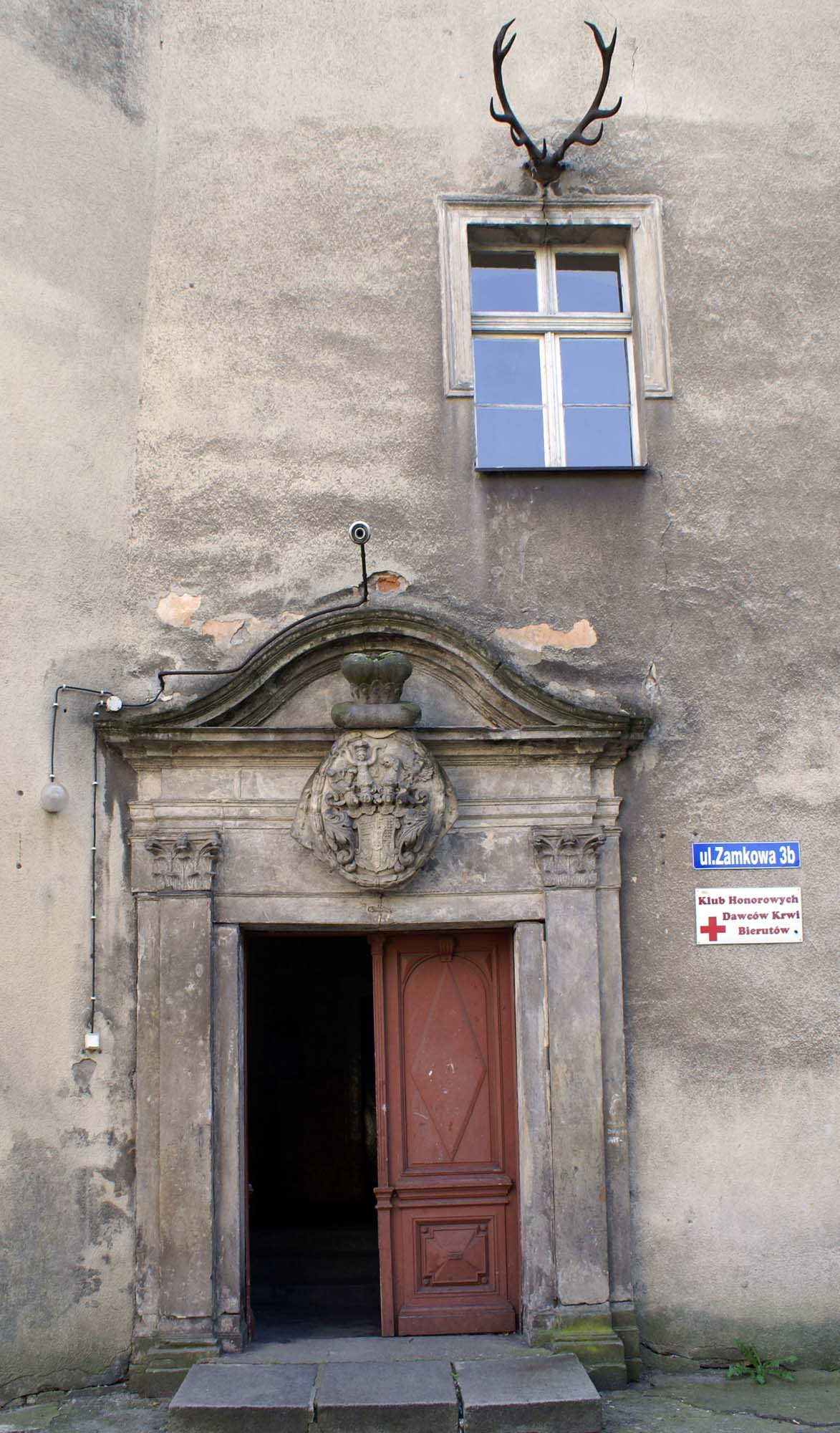
Portal z herbem Württemberg-Oels
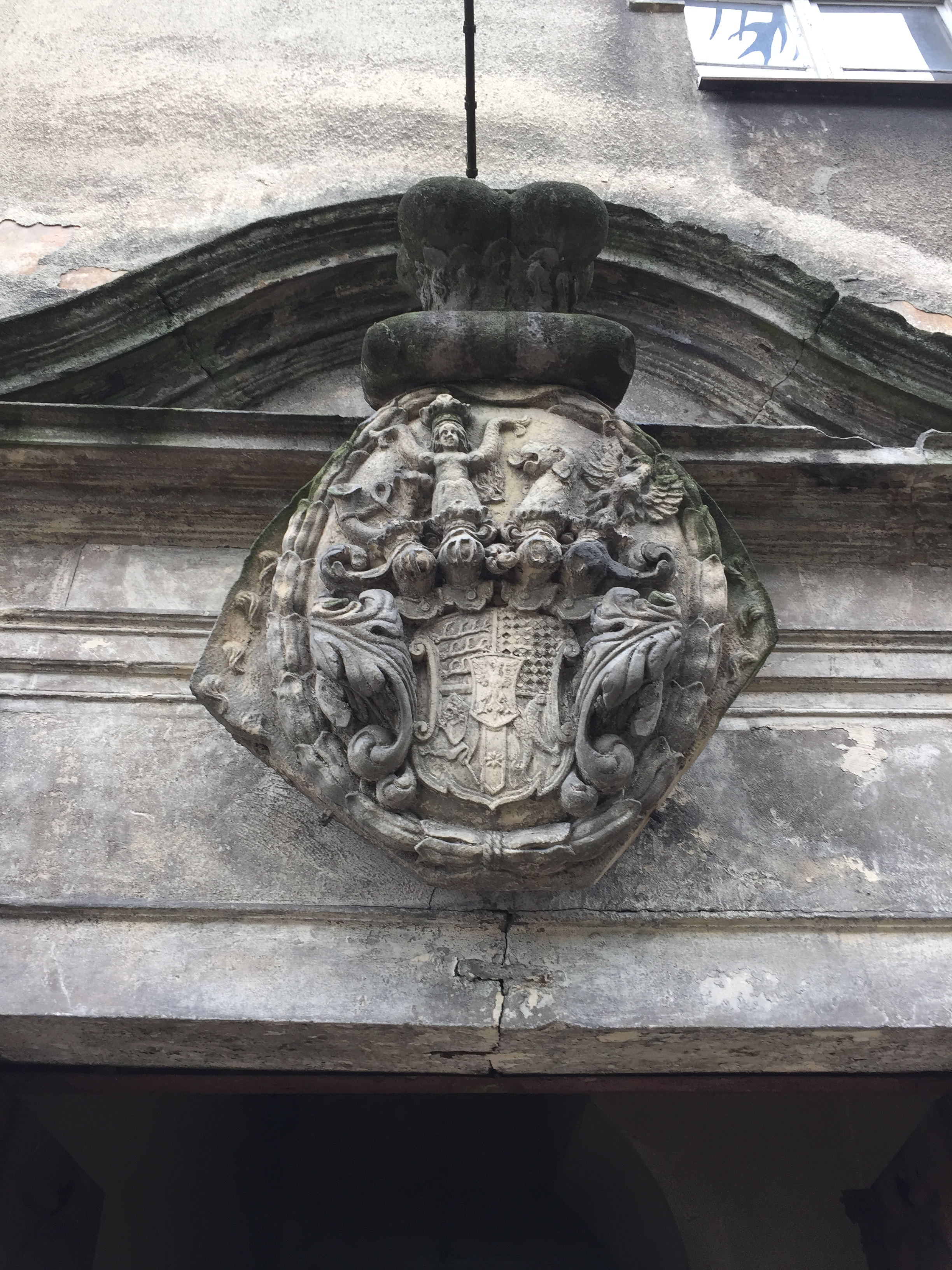
Herb Württemberg-Oels
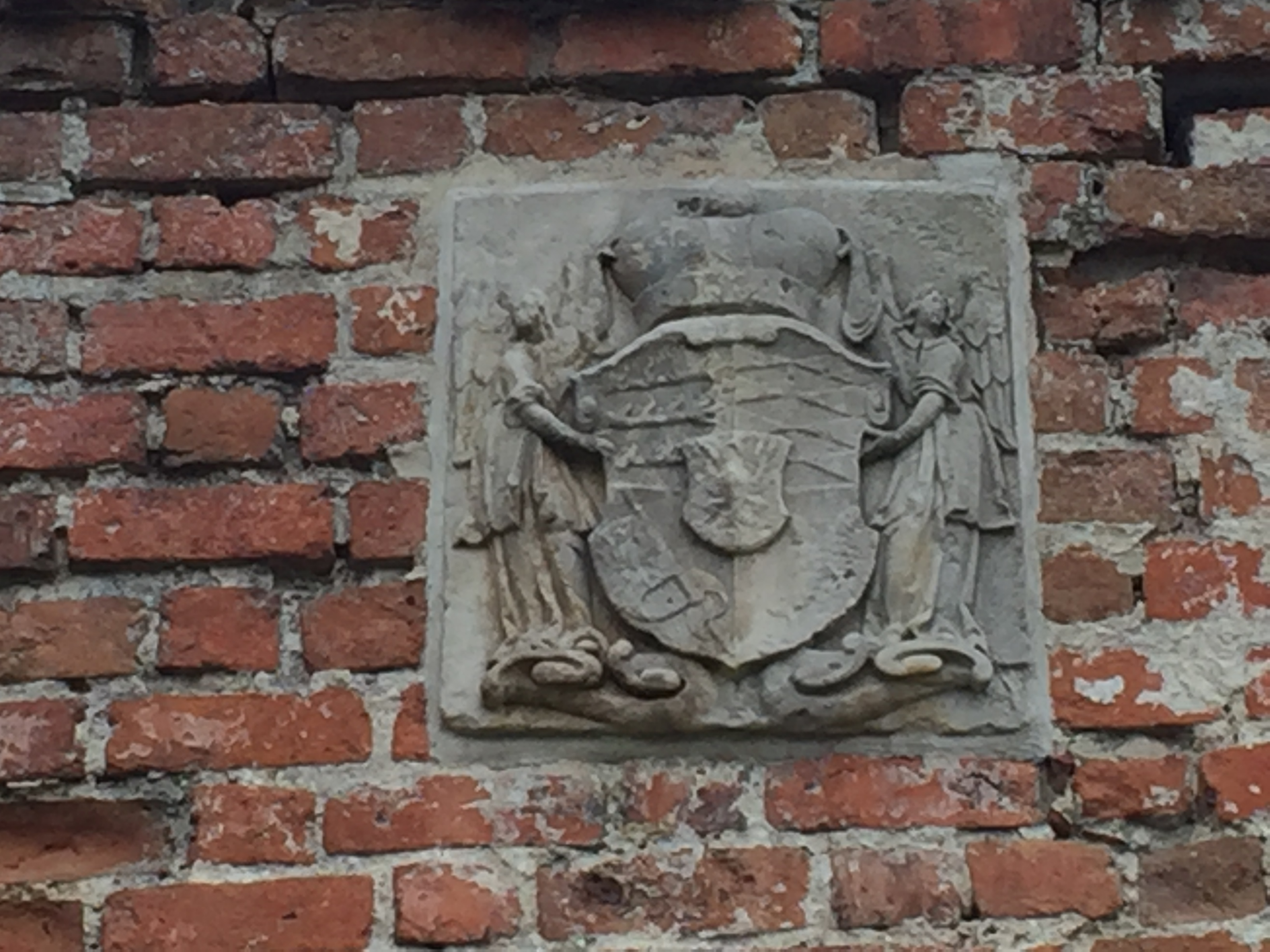
Herb Württemberg-Oels
Herb Württemberg-Oels (1648-1707)
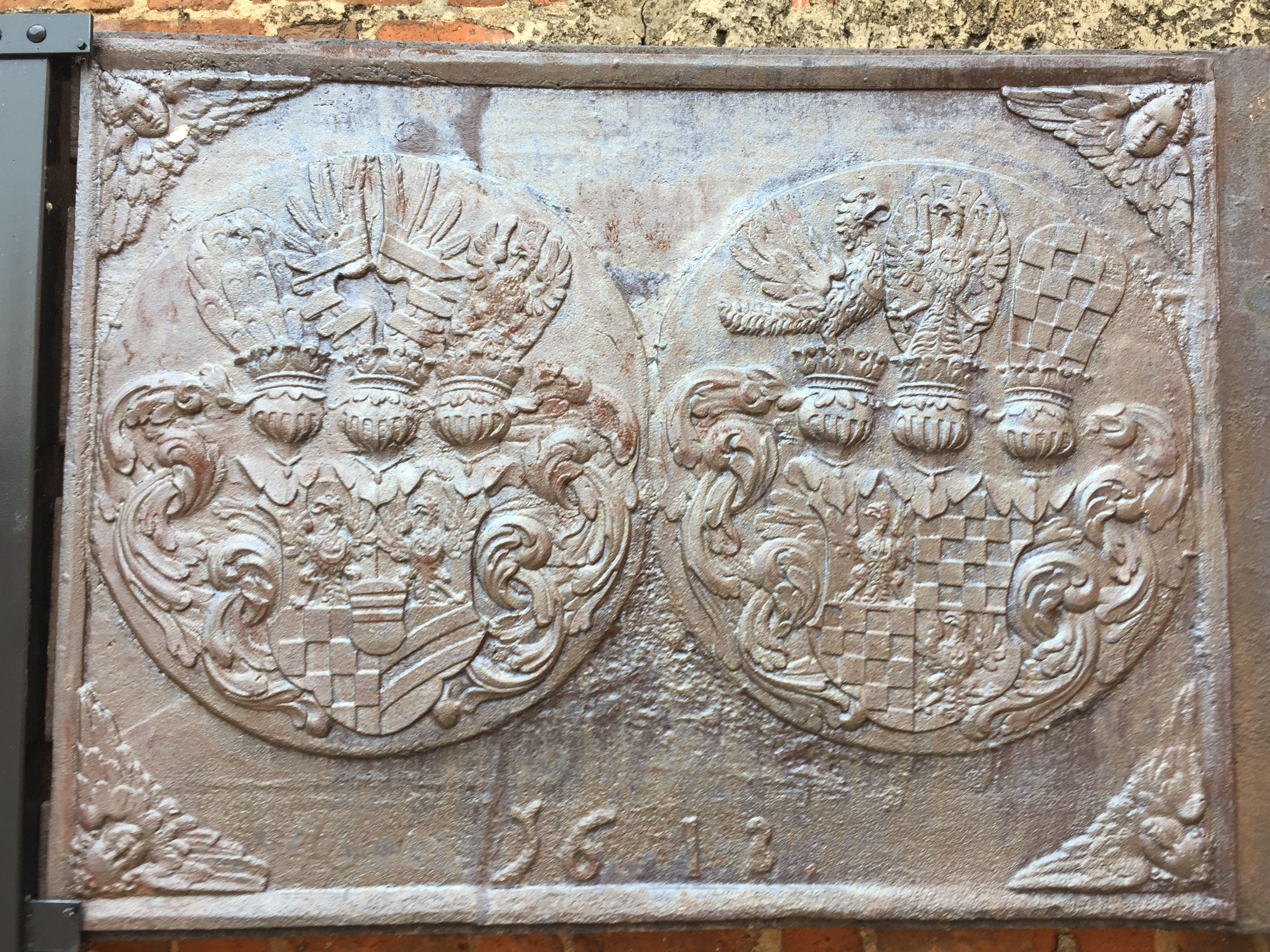
Herby ks. ziębickiego i legnickiego
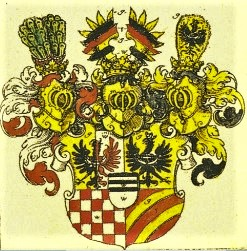
Herb Podiebradów (ks. ziębickie)
Herb ks. legnicko-brzeskiego
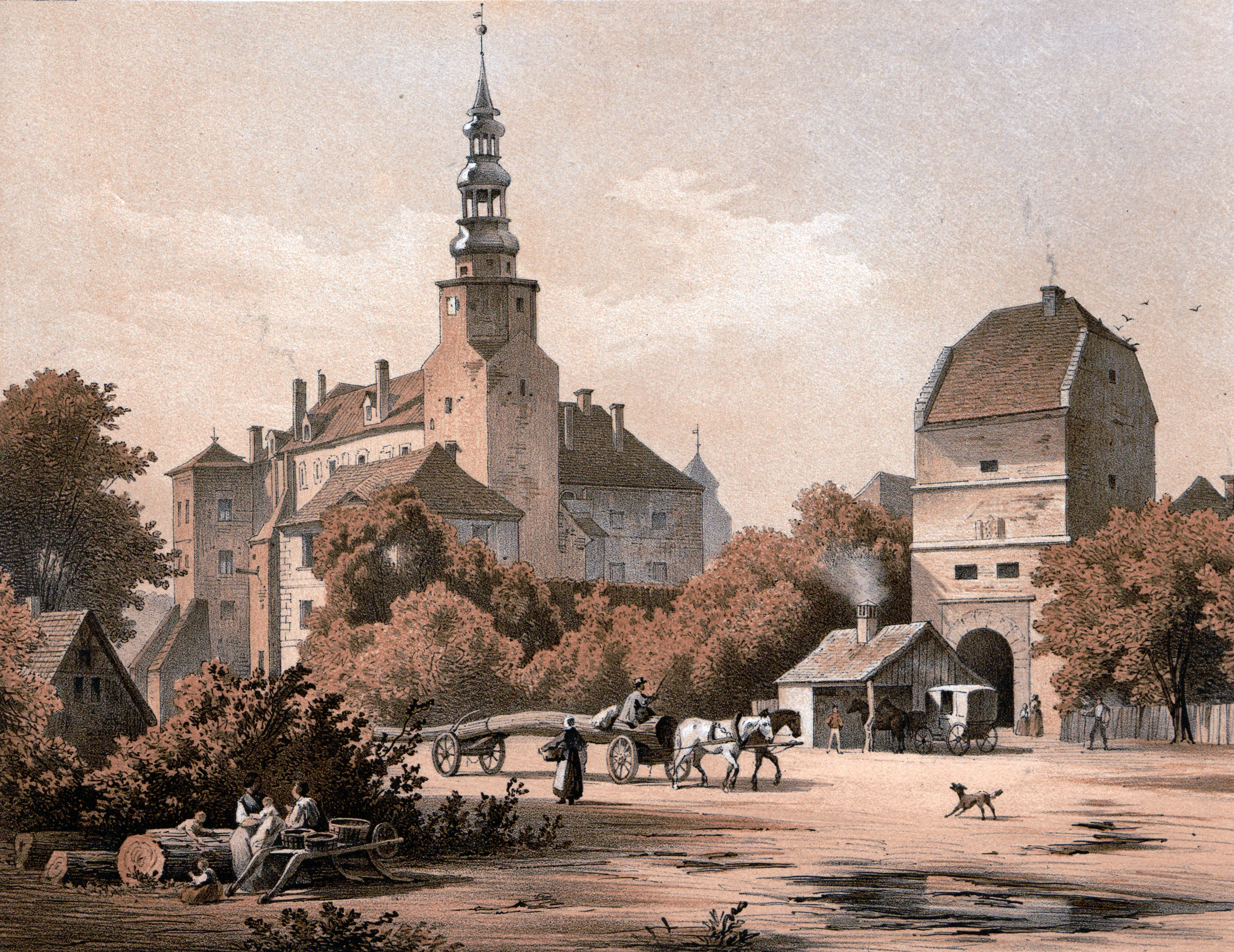
Brama Namysłowska i zamek (1857-83)
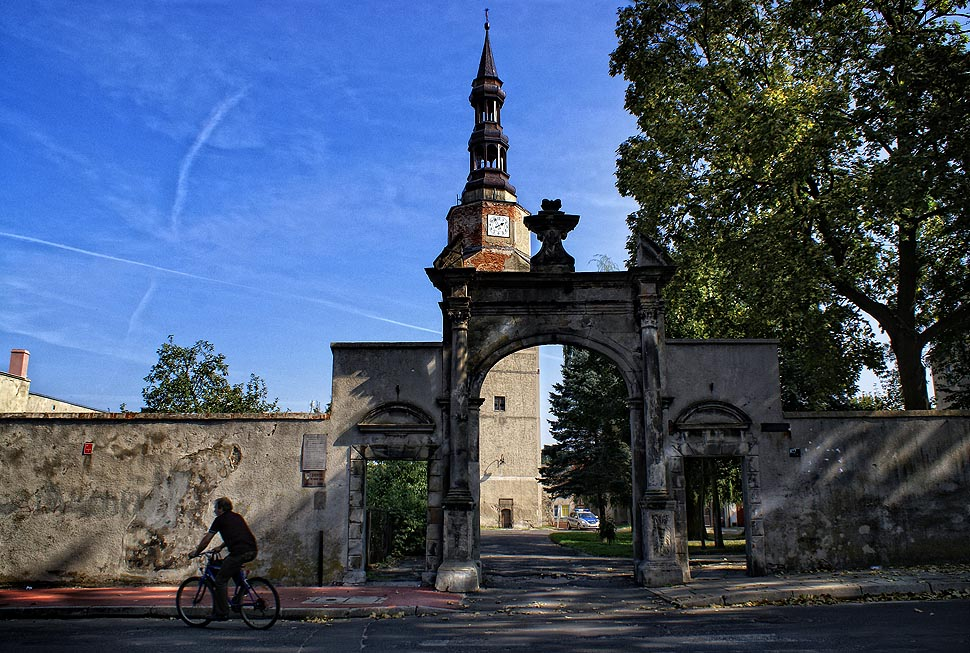
Barokowa brama wraz z wieżą
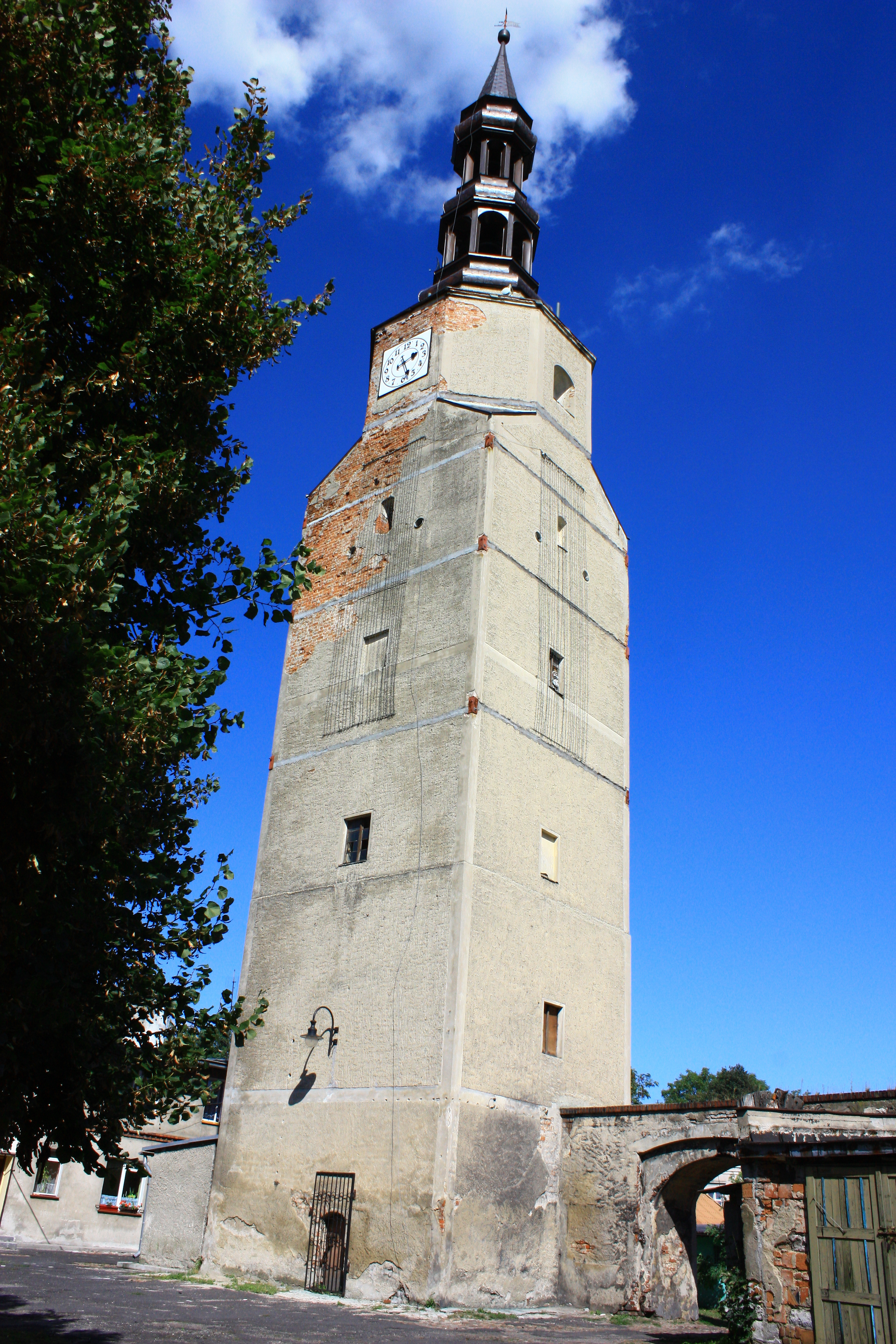
Wieża zamkowa
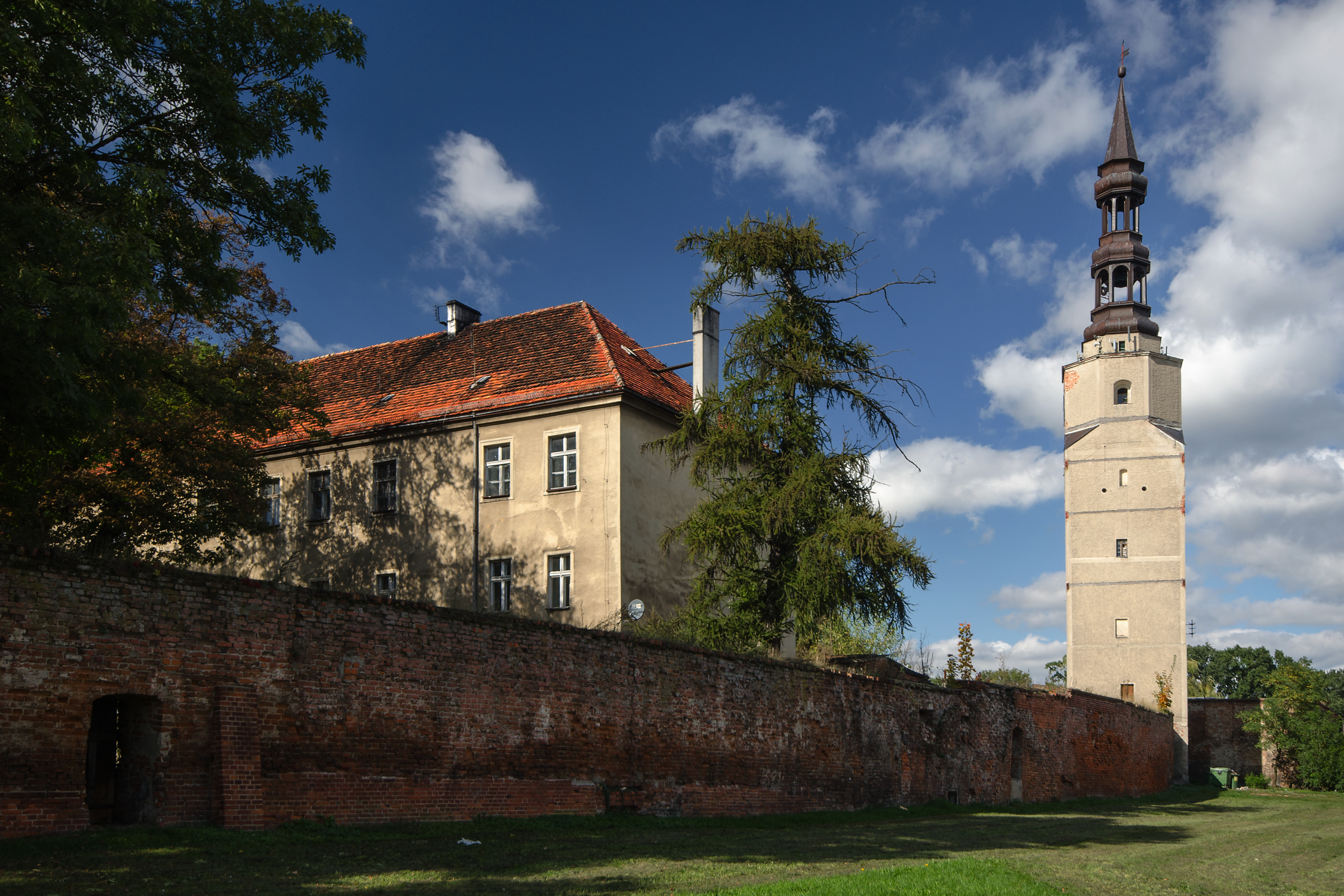
Wieża ze skrzydłem wschodnim
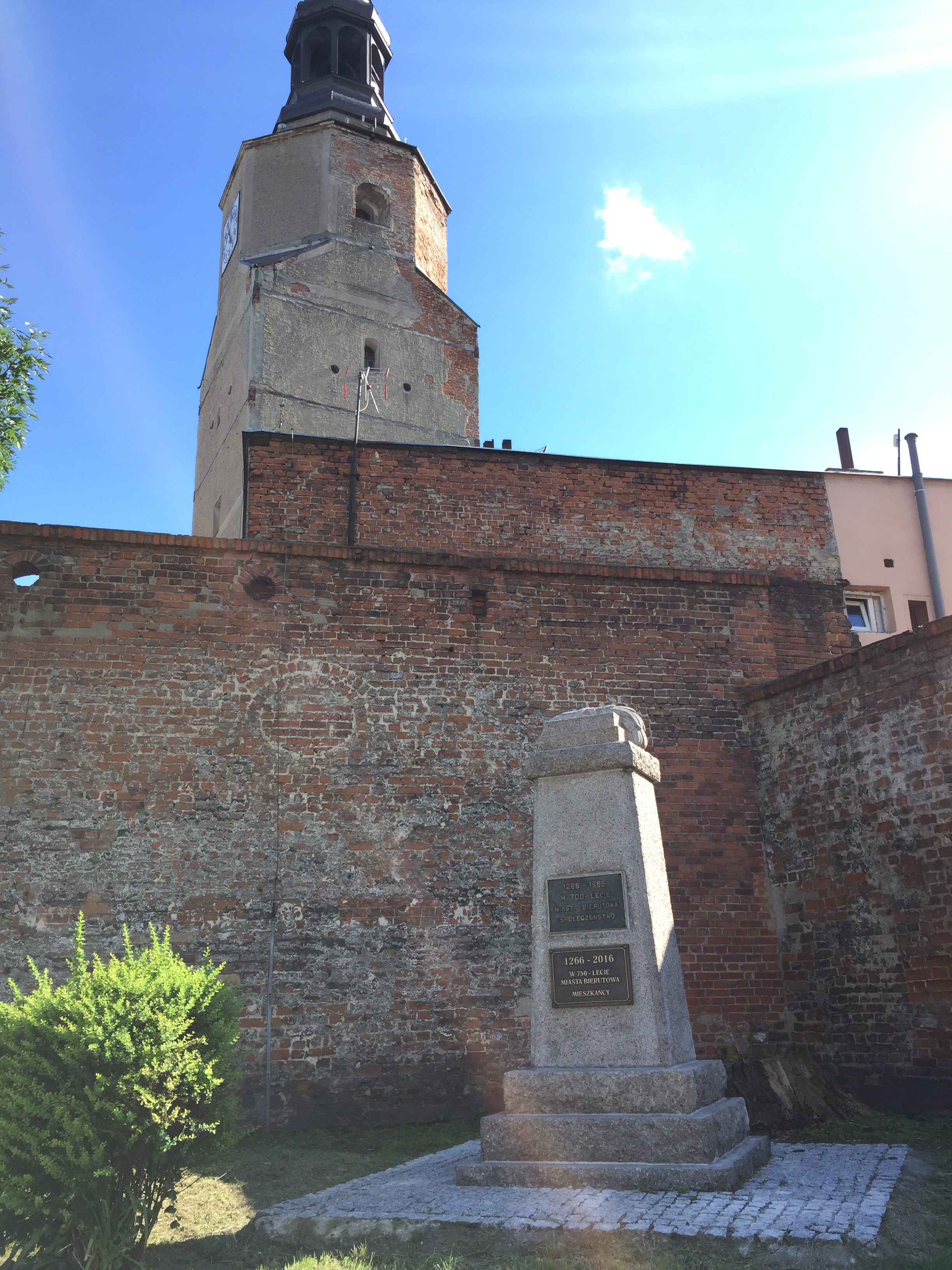
Pomnik 700- i 750-lecia Bierutowa
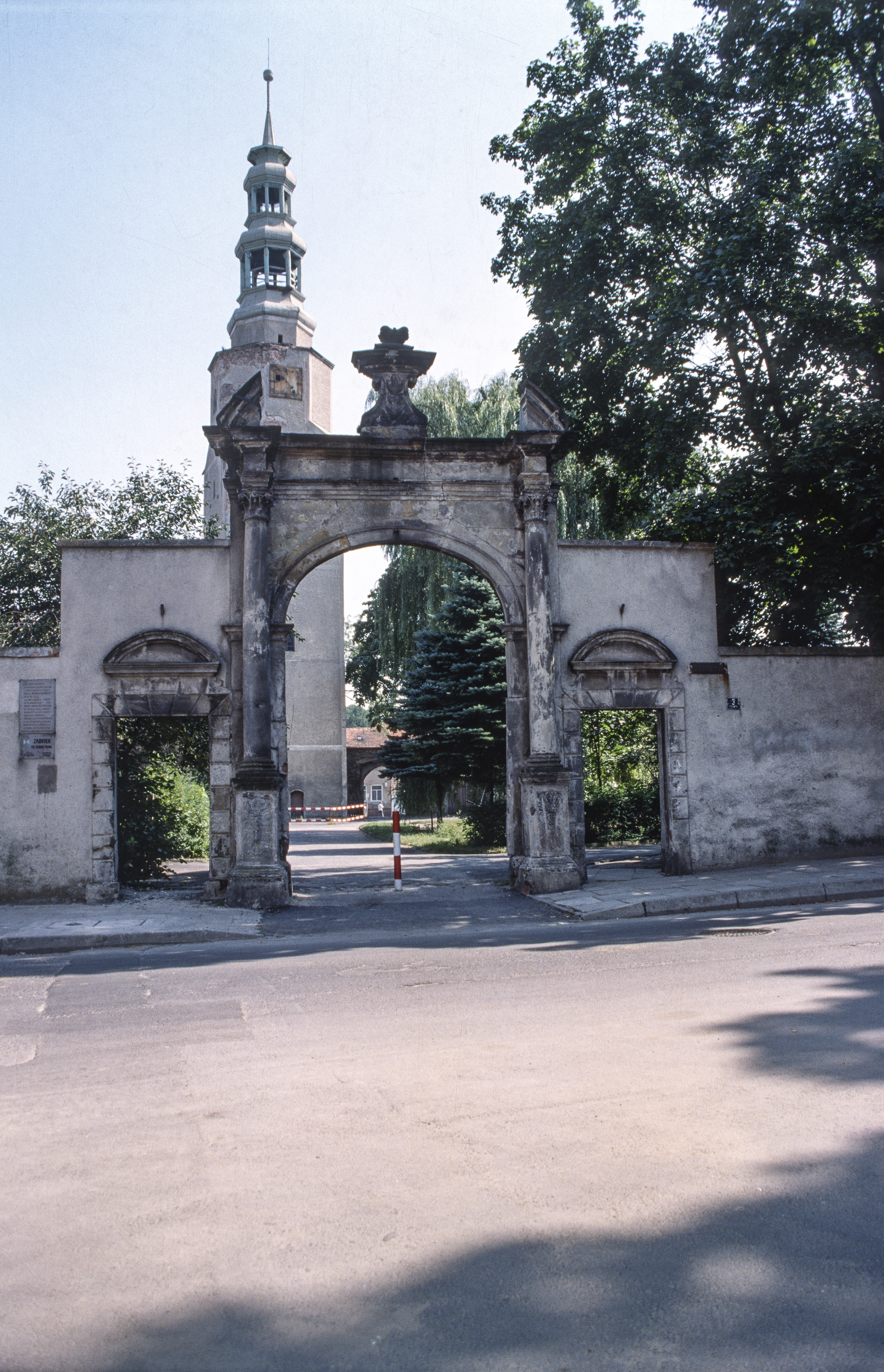
Brama zamku i wieża
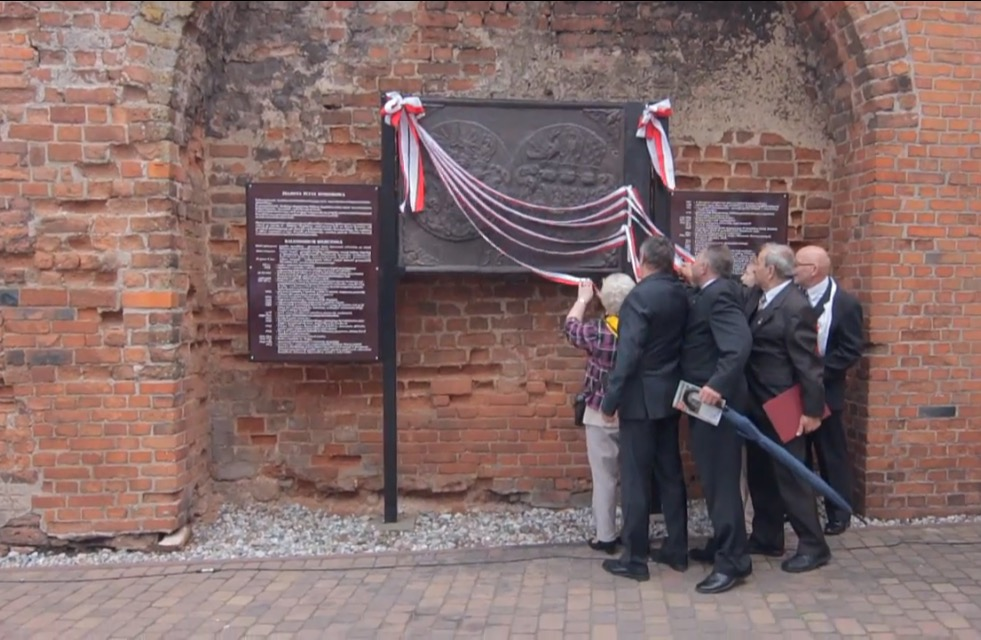
Odsłonięcie Tablicy Podiebradów
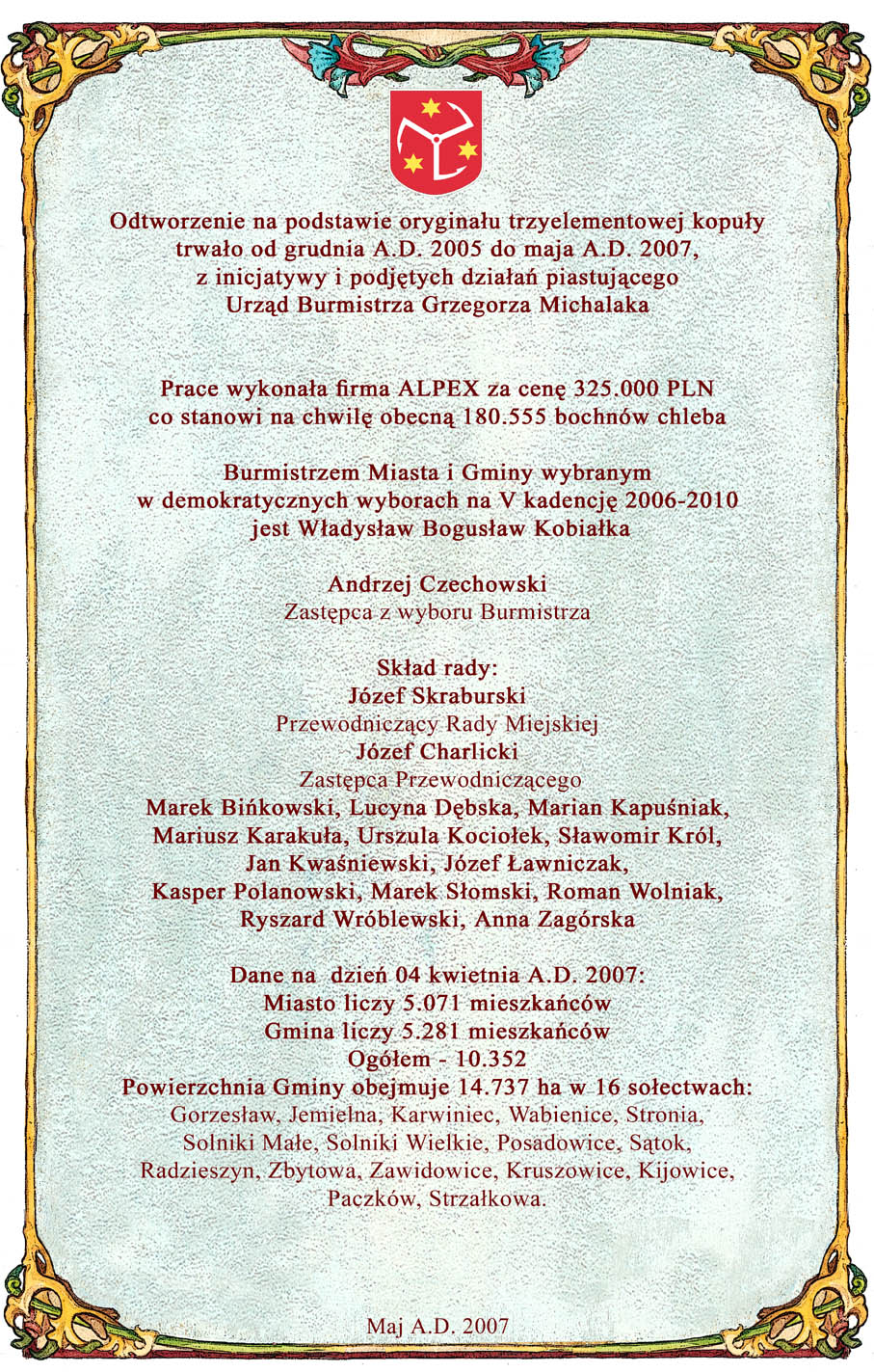
Dokumentw w nowej kopule wieży